# Heinrich Tietze
Heinrich Franz Friedrich Tietze (31. srpna 1880 Walpersbach, Rakousko-Uhersko – 17. února 1964 Mnichov, Německo) byl rakouský matematik. Zabýval se především topologií, kde je po něm pojmenována Tietzeho věta o rozšíření. Pracoval také v oblasti teorie uzlů. Pracoval i v teorii grup, kde se zabýval především prezentací grup. V této oblasti jsou po něm pojmenovány Tietzeho transformace. Zabýval se i teorií čísel, diferenciální geometrií, teorií grafů či řetězovými zlomky.